# Purpură vasculară
Purpurele vasculare sunt afecțiuni aparținând patologiei hemostazei primare și se datorează unui deficit funcțional sau structural al peretelui vascular, în timp ce trombocitele și cei doi factori ai coagulării implicați (factorul Willebrand și fibrinogenul) sunt normali. Este o afecțiune în care purpura, care constă în hemoragii vizibile care nu dispar prin presare, sunt ridicate și pot fi atinse sau simțite prin palpare. Aceasta indică o vasculită secundară unei boli grave.

## Clinica
Purpura este un sindrom clinic caracterizat prin prezența de pete hemoragice roșii-violacei care nu dispar la vitropresiune, nedureroase, datorate extravazării, aparent spontane, a sângelui în tegumente și mucoase. Ele pot evolua în pusee și dispar în câteva zile cu modificări de culoare în funcție de degradarea hemoglobinei (roșu violacee > verde > galben).
Sunt descrise cinci tipuri de purpure:
- peteșială – pete purpurice mici, rotunde, bine delimitate;
- echimotică – pete hemoragice mai mari, cu contur mai imprecis;
- vibicii – purpură lineară situată la nivelul pliurilor de flexie;
- nodulară – purpură de tip infiltrativ;
- necrotică – peteșii sau echimoze (vânătăi) cu zone de necroză.

Purpurele vasculare sunt adesea peteșiale, uneori infiltrative (caracter papulor la palpare) și, spre deosebire de cele trombopenice, nu asociază (decât foarte rar) hemoragii masive. Originea vasculară este adesea sugerată de caracterul lor mecanic: apariția în zone declive – membre inferioare, abdomen, dar și pe fața de extensie a membrelor superioare, în jurul coatelor – sunt accentuate de ortostatism, evoluează în pusee.

## Laborator
- numărătoarea trombocitelor este normală
- adezivitatea și agregabilitatea plachetară sunt normale
- coagulare – timp de coagulare, timp Quick, timp de trombină, dozarea fibrinogenului – este normală
- testul Rumpell-Leede este pozitiv: peste 5 peteșii după o presiune de un minut.

## Diagnostic diferențial
- angioame – leziuni dobândite (ciroză, sarcină) – cu aspect particular, dispar la vitropresiune
- pete rubinii – angioame nodulare roșii, rubinii
- telangiectazii
- purpure trombocitopenice
- purpure trombopatice.

## Prognostic
Purpurele vasculare sunt localizate de obicei la nivelul tegumentelor și astfel nu antrenează un risc hemoragic, dar ele pot reprezenta semnul de debut al unor patologii cu gravitate variabilă (șoc toxico-septic, neoplazii, colagenoze).

## Etiopatogenie
Se disting, din acest punct de vedere mai multe tipuri de purpure vasculare:
- purpurele vasculare imunologice sunt caracterizate printr-o vascularită datorată depunerii de complexe imune circulante, conducând la inflamația și necroza peretelui vascular;
- purpurele vasculare infecțioase pot avea un mecanism mixt: lezarea directă a peretelui vascular de către agentul infecțios sau toxinele sale, sau prin depunerea de complexe imune care conțin antigen aparținând agentului infecțios;
- purpurele vasculare legate de o fragilitate capilară constituțională sau dobândită.

## Tipuri etiologice de purpure vasculare

### 1. Purpure vasculare autoimune
- Purpura reumatoidă Henoch-Schönlein
- Purpure vasculare medicamentoase: atropină, aspirină, ampicilină, antivitamine K, chinină, barbiturice, fenacetină, fenilbutazonă, sulfonamide ...
- Purpura fulminans

### 2. Purpure vasculare infecțioase
- Bacteriene (meningococică, septicemii, febra tifoidă, scarlatină, difterie, tuberculoza, endocardite, leptospiroze)
- Virale (gripă, rujeolă, rubeolă, varicelă)
- Rickettsiene
- Protozoare (malarie, toxoplasmoză)

### 3. Purpure vasculare prin malfomații structurale
- Telangiectzia hemoragică ereditară
- Fragilitate capilară ereditară: sdr Ehlers-Danlos, boala Marfan, osteogeneza imperfectă, pseudoxantoma elasticum
- Fragilitate capilară dobândită: scorbut, purpura senilă, corticoterapie prelungită, boala Cushing, diabet, purpura cașectică

### 4. Purpure vasculare de etiologie mixtă
- Purpura prin autosensibilizare la hematii și sindroame înrudite: hipersensibilitate la ADN, purpura psihogenă, sîngerări vicariante
- Paraproteinemii: purpura hiperimunglobulinemică primitivă, purpura crioglobulinemică, purpura hiperglobulinemică din ciroză, sarcoidoză
- Purpura ortostatică, purpura mecanică
- Purpure dermatologice: angiom serpiginos, boala Schamberg, dermatita pigmentară cu lichenificare, purpura anulară telangiectazică.

## Sursă
Curs de Hematologie, Facultatea de Medicină Generală, UMF "Gr. T. Popa", Iași
1. 1 2  Mushlin, Stuart B.; Greene, Harry Lemoine (2009). Decision Making in Medicine: An Algorithmic Approach (în engleză). Elsevier Health Sciences. p. 122. ISBN 978-0323041072. Accesat în 19 decembrie 2017.
2. ↑  Crain, Ellen F.; Gershel, Jeffrey C. (2010). Clinical Manual of Emergency Pediatrics (în engleză). Cambridge University Press. p. 126. ISBN 9781139492867. Accesat în 19 decembrie 2017.